# Боровик, Вячеслав Борисович
Вячеслав Борисович Боровик (род. 2 января 1950, Орша, Витебская область) — российский промышленник и политик, представитель от законодательного органа государственной власти Чувашской Республики в Совете Федерации (2001—2002).

## Биография
Родился 2 января 1950 года в Орше.
В 1971 году окончил Криворожское горное ПТУ-29, в 1979 году — Криворожский горнорудный институт. В 1971—1976 годах работал бурильщиком-взрывником на шахте «Родина» (Кривой Рог). В 1973—1977 годах — депутат Криворожского городского совета.
В 1979 году уехал в Тюмень, став заместителем командира, а затем командиром Тюменского областного штаба студенческих строительных отрядов. В 1984—1986 году занимал должность начальника Строительно-монтажного управления № 1, затем исполнял обязанности начальника домостроительного комбината и работал инструктором отдела Тюменского областного исполкома, а также заместителем председателя и председателем горисполкома города Ноябрьска; в 1991—1994 годах являлся заместителем главы администрации Ямало-Ненецкого автономного округа. С 1994 по 1997 год занимал должность заместителя генерального директора АОЗТ «Армавирпромбургаз» (Новый Уренгой), а затем — президента ООО «Ямалстрой».
В июне 2001 года Государственный Совет Чувашской Республики избрал Вячеслава Боровика членом Совета Федерации — представителем законодательного органа государственной власти республики, но это решение было опротестовано в суде одним из депутатов ввиду допущенных процедурных нарушений. 7 сентября 2001 года при новом голосовании кандидатура Боровика была утверждена большинством голосов («за» проголосовали 48 депутатов из 79).
С декабря 2001 по январь 2002 года состоял в Комитете Совета Федерации по вопросам социальной политики, с января по февраль 2002 года — в Комитете по вопросам местного самоуправления. С февраля по сентябрь 2002 года являлся заместителем председателя Комитета по вопросам местного самоуправления и членом Комиссии по делам молодёжи и спорту.
Постановлением Совета Федерации от 25 сентября 2002 года полномочия Боровика прекращены ввиду истечения срока полномочий Госсовета Чувашской Республики.